# Natalja Mienczinska
Natalja Aleksandrowna Mienczinska (ur. 15 stycznia 1905 w Jałcie, zm. 6 lipca 1984) – rosyjska psycholog. Zajmowała się psychologią uczenia się, szczególnie wiele uwagi poświęcała badaniom nad uczeniem się matematyki, a także problematyką rozwoju psychiki dziecka.

## Ważniejsze prace
- Psychologia przyswajania wiedzy w szkole (wraz z Dmitrijem Bogojawlenskim) (1959)
- Psychologiczne problemy niepowodzeń szkolnych (1971)